# Dona Inês
Dona Inês is een gemeente in de Braziliaanse deelstaat Paraíba. De gemeente telt 11.142 inwoners (schatting 2009).